# Adolf Walz
Adolf „Adi“ Walz (* 19. Mai 1894 in Rüppurr; † 18. September 1977 ebenda) war ein deutscher Volksschauspieler.

## Leben
Walz war der Sohn des Briefträgers Johann Adolf Walz und dessen Frau Elisabetha, geb. Conrath. Adolf Walz wohnte sein Leben lang in seinem Elternhaus in der Rastatter Straße 38 in Rüppurr. Nach dem Besuch der Volks- und der Mittelschule machte Walz eine kaufmännische Lehre bei den Badischen Lokaleisenbahnen (BLEAG). Sein eigentliches Interesse galt jedoch schon früh dem Theater, schon vor 1914 hatte er kleinere Rollen in Schauspielen und Operetten und war Mitglied im Extrachor und in der Statisterie am Großherzoglich-Badischen Hoftheater. 1915 heiratete er Anna Weller. 1919 erhielt er einen Vertrag am Karlsruher Theater. Er wandte sich jedoch mehr und mehr volkstümlichen Theater-Rollen zu. 1924 wurde er Geschäftsführer und künstlerischer Leiter des Karlsruher Varietétheaters Colosseum. Von 1930 bis 1960 war Walz mit seiner eigenen „Singspielgesellschaft“ und der „Lachbühne Adi Walz“ in ganz Süddeutschland aktiv. Daneben gastierte er auch an anderen Bühnen. Im Zweiten Weltkrieg war er von 1942 bis 1944 als Wehrmachtsbetreuer an der Westfront eingesetzt. 1944 geriet er für kurze Zeit in französische Kriegsgefangenschaft.
Im Dezember 1945 spielte Walz auf der Karlsruher Kleinkunstbühne „Kabarett“, später auch im Karlsruher „Passage-Palast“.

## Hörspiele (Auswahl)
- 1952: Kurt Scheid: Schützenstraße 131 Eine badische Hörspielreihe (3 Teile) (1. Gast) – Regie: Hans Goguel (Hörspiel – SDR)

(Quelle: ARD-Hörspieldatenbank)